# Аалто, Айно
Айно Мария Марсио-Аалто (фин. Aino Maria Marsio-Aalto, урождённая Манделин, фин. Mandelin; 25 января 1894[…], Гельсингфорс — 13 января 1949, Хельсинки[…]) — финский архитектор и дизайнер, одна из основоположников скандинавского дизайна. Супруга Алвара Аалто.

## Биография
Айно Мария Манделин родилась в 1894 году в Хельсинки. В 1913 году она окончила школу, тогда же начала изучать архитектуру в Хельсинкском технологическом университете. В 1920 году получила диплом архитектора. В 1923 году Манделин переехала работать в город Йювяскюля. Со следующего года работала у Алвара Аалто. Они поженились в 1924 году. В браке родилось двое детей.

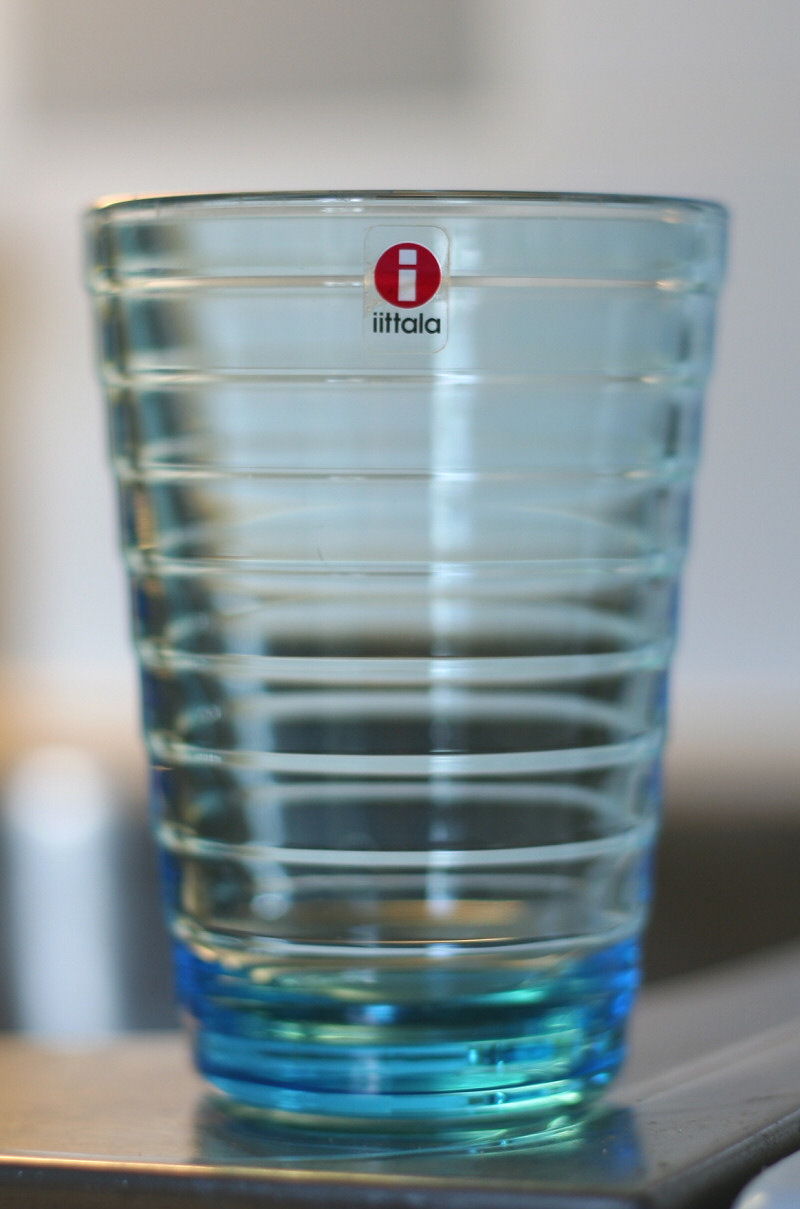
Стеклянный стакан, дизайн — Айно ААлто, для компании Iittala

Супруги переехали в Турку, где в 1927 году и начали сотрудничать с архитектором Эриком Бриггманом. В 1933 году они вернулись в Хельсинки. Аалто работали над проектированием зданий, у них были совместные и отдельные проекты. Среди их совместных работ были Санаторий в Паймио и Вилла Майреа, разработанные в стиле североевропейского неоклассицизма. Айно занималась в первую очередь дизайном интерьеров, а также керамики и текстиля. Супруги считаются одними из основателей скандинавского дизайна.
В 1935 году Аалто основали компанию по производству мебели Artek. Айно была главным дизайнером компании, а в 1941—1949 годах — управляющим директором. В 1939 году супруги приняли участие во Всемирной выставке в Нью-Йорке.
Айно также стала известна как дизайнер стеклянной посуды. Она сотрудничала с финской компанией Iittala. Стеклянные изделия с её дизайном и немного видоизменённые копии продаются в таких торговых сетях, как IKEA. В 1936 году Айно была удостоена золотой медали на Триеннале в Милане за дизайн стеклянных стаканов, при этом обойдя Алвара. Тогда же супруги разработали вазу, ставшую известной как ваза Аалто.
Айно Аалто скончалась в 1949 году на 55-м году жизни от рака, была похоронена на кладбище Хиетаниеми. В 1952 году Алвар женился во второй раз на архитекторе Элиссе Мякинеми. Вклад Айно в архитектуру и дизайн менее известен, нежели её мужа, в частности из-за предубеждений против женщин в архитектуре.